# Кто-то, никто и сто тысяч
«Кто-то, никто и сто тысяч» (итал. Uno, nessuno e centomila) — роман итальянского писателя и драматурга Луиджи Пиранделло, написанный в 1909—1925 годах и опубликованный в 1926 году. Роман рассказывает о кризисе личности главного героя Витангело Москарды, который обнаруживает, что его жена видит его не так, как он себя воспринимает. Это приводит его к осознанию того, что каждый человек имеет множество разных «лиц», которые он показывает разным людям в разных ситуациях. Москарда пытается избавиться от всех своих «лиц», чтобы найти свое истинное «я», но в результате теряет связь с реальностью и становится одиноким и безумным.

## Сюжет
Витангело Москарда — богатый и уважаемый житель сицилийского городка. Он счастливо женат на Диде, которая любит его за его «кривой нос». Однажды Москарда узнает об этом и удивляется, так как он всегда считал свой нос прямым. Он начинает задаваться вопросом, кто он на самом деле и как его видят другие люди. Он решает провести эксперимент: он меняет свой образ жизни, свое поведение, свои взгляды, свою одежду, чтобы посмотреть, как на это отреагируют окружающие. Он обнаруживает, что каждый человек имеет свое мнение о нем и что он не может контролировать свое впечатление на других. Он приходит к выводу, что он для себя — один (кто-то), для других — никто (так как они не знают его настоящего «я») и для всех — сто тысяч (так как у каждого есть своя версия его «я»).
Москарда пытается освободиться от всех своих «лиц», чтобы найти свое подлинное «я», которое не зависит от чужих глаз. Он разводится с женой, отказывается от своего имущества, уходит из общества. Он даже пытается убить свое отражение в зеркале, так как оно тоже является одним из его «лиц». Он стремится к абсолютной свободе и истине, но в результате становится жертвой своих собственных иллюзий и галлюцинаций. Он теряет смысл жизни и вступает в конфликт с реальностью. Он оказывается одиноким, непонятым и безумным.

## Анализ
Роман «Кто-то, никто и сто тысяч» является одним из самых философских и психологических произведений Пиранделло. В нем он развивает свою концепцию «уморизма» (umorismo), которая заключается в том, что человек способен видеть свою жизнь с двух точек зрения: с точки зрения чувств (серьезно) и с точки зрения разума (смешно). Пиранделло показывает, что человеческая личность не является постоянной и единой, а складывается из множества разных «лиц», которые меняются в зависимости от обстоятельств, настроения, отношений с другими людьми. Он также поднимает вопросы о смысле жизни, о свободе воли, о познании истины, о роли искусства в жизни человека.
Роман «Кто-то, никто и сто тысяч» можно рассматривать как аллегорию творческого процесса Пиранделло. Главный герой Москарда похож на писателя, который пытается создать свое произведение, но сталкивается с проблемой интерпретации. Как и Москарда, Пиранделло не мог контролировать то, как его читатели и критики воспринимали его тексты. Он также испытывал кризис личности, так как он разрывался между своей семьей, своей карьерой, своей родиной и своей творческой индивидуальностью.

## Признание
Роман «Кто-то, никто и сто тысяч» не получил большого признания при первом издании в 1926 году. Он был раскритикован за сложность стиля, отсутствие сюжета, излишнюю абстрактность идеи. Однако со временем роман стал признаваться как одно из лучших произведений Пиранделло и как один из самых глубоких и оригинальных романов XX века. Роман оказал влияние на многих писателей, таких как Альбер Камю, Хорхе Луис Борхес, Итало Кальвино, Умберто Эко и других.